# Puente de la Integración
El puente de la Integración (en portugués: 'Ponte da Integração') es un viaducto internacional sobre el río Uruguay, que conecta las ciudades de Santo Tomé (Argentina) y São Borja (Brasil).
El puente empalma con la Ruta Nacional 121 del lado argentino (prolongación de 9 km de la Ruta Nacional 14), y con la carretera BR-285 del lado brasileño.
Inaugurado el 9 de diciembre de 1997 con la presencia de los entonces presidentes Carlos Menem y Fernando Henrique Cardoso, uno de los objetivos buscados con este puente era descomprimir el intenso tránsito que se concentraba hasta entonces únicamente vía Paso de los Libres. Hasta ese momento, un 80% del tráfico carretero de intercambio entre Argentina y Brasil se hacía por medio del Puente Internacional Agustín P. Justo-Getúlio Vargas.
Por otro lado, tras la apertura del puente de la Integración se dejó de utilizar la balsa como único medio para el cruce del río, lo cual afectaba directamente al tránsito fronterizo entre la localidad de la provincia de Corrientes y su par en el estado de Río Grande do Sul.

## Datos de la obra
La obra en cuestión comprendió la construcción del puente, y la creación del primer centro unificado aduanero del Mercosur.  El costo total del proyecto fue de 40 millones de dólares, de los cuales 16 millones fueron aportados en partes iguales por los Estados brasileño y argentino, y el restante corrió por parte de Mercovía, el consorcio que construyó el puente y lo opera actualmente.
El consorcio encargado de la construcción y operación del puente fue liderado por la empresa italiana Impregilo y sus filiales en la Argentina (Iglis) y el Brasil (Cigla). Entre ellas suman un 51% de la representación, mientras que el restante corresponde a las empresas Necom (19%), Usifast (10%) y Chediack (19%).
La operación del complejo implica el cobro de un peaje por parte del consorcio operador, con tarifas diferentes para camiones, automóviles, y autos englobados como "tránsito vecinal". Además, los camiones abonan una tarifa en concepto de estadía, por la utilización de las instalaciones mientras realizan los trámites aduaneros.

## Datos técnicos
El puente de la Integración abarca un complejo con una extensión de 215 ha del lado argentino y 70 ha del lado brasileño, cuyo diseño busca hacer más fluida la circulación de personas y mercaderías.
Con una extensión de 1.402,5 m, el puente se encuentra apoyado sobre pilotes y cuenta con una calzada de 8,30 m de ancho y 2 veredas peatonales.

## Centro Unificado Aduanero
Cuenta con una playa de estacionamiento, una báscula galpón aduanera de 4.000 m², con plataforma de carga y descarga, fosos de inspección y varios boxes. Asimismo, el complejo tiene un área destinada al depósito de mercaderías, bancos, casas de cambio y restaurantes.